# Palau de Santa Eulalia
Palau de Santa Eulalia (oficialmente y en catalán Palau de Santa Eulàlia) es un municipio español de la provincia de Gerona, comunidad autónoma de Cataluña, situado en la comarca del Alto Ampurdán.
Se extiende por el extremo occidental de la plana del Alto Ampurdán, a la izquierda del río Fluviá, el cual hace de línea divisoria con el municipio vecino de Sant Mori. Años atrás era conocido con el nombre de Palau Sardiaca, topónimo derivado del dominio que tuvieron los ardiacas (archidiáconos) de la diócesis de Gerona, señores del castillo. A partir del siglo XIV aparecen como señores los ardiacas de Besalú. Palacio que fue abandonado durante la guerra civil catalana del siglo XV.
El núcleo más grande de población se encuentra en Santa Eulalia, donde está el centro administrativo, es un grupo de casas con elementos de los siglos XVI y XVIII, alrededor de la iglesia parroquial de Santa Eulalia.

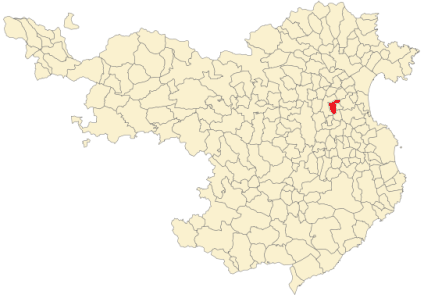
Situación de Palau de Santa Eulalia en la provincia de Gerona.

## Entidades de población
- Palau de Santa Eulalia
- Santa Eulalia

## Demografía
Palau de Santa Eulalia cuenta con una población de 136 habitantes (INE 2024).
| Gráfica de evolución demográfica de Palau de Santa Eulalia entre 1842 y 2021                                        |
| |
| Población de derecho según los censos de población del INE Población de hecho según los censos de población del INE |

| 1497 | 1515 | 1553 | 1717 | 1787 | 1857 | 1877 | 1887 | 1900 |
| ---- | ---- | ---- | ---- | ---- | ---- | ---- | ---- | ---- |
| 15   | —    | 15   | 51   | 159  | 317  | 284  | 269  | 247  |

| 1910 | 1920 | 1930 | 1940 | 1950 | 1960 | 1970 | 1981 | 1990 |
| ---- | ---- | ---- | ---- | ---- | ---- | ---- | ---- | ---- |
| 255  | 230  | 205  | 193  | 175  | 150  | 109  | 87   | 75   |

| 1992 | 1994 | 1996 | 1998 | 2000 | 2002 | 2004 | 2006 | — |
| ---- | ---- | ---- | ---- | ---- | ---- | ---- | ---- | - |
| 80   | 92   | 94   | 95   | 90   | 79   | 84   | 91   | — |

## Lugares de interés
- Iglesia de Santa Eulalia, Románico tardío Siglo XIII
- Iglesia San Esteban. Capilla que pertenecía al palacio, al cual está adosada.
- Castillo-palacio de los ardiacas. En ruinas.